# Сауга
Сауга (ест. Sauga jõgi) река је у Естонији која протиче преко југозападних делова земље, односно преко територије округа Парнума. Десна је притока реке Парну у коју се улива недалеко од града Парнуа и део басена Ришког залива Балтичког мора.
Дужина водотока је 77 km, површина сливног подручја 570 km², а просечан проток око 5,1 m³/s.